# Новотроицкий (Брянская область)
Новотроицкий — опустевший поселок в Навлинском районе Брянской области в составе Алешинского сельского поселения.

## География
Находится в восточной части Брянской области на расстоянии приблизительно 13 км на запад-северо-запад по прямой от районного центра поселка Навля.

## История
Упоминался с 1920-х годов. В середине XX века работали колхозы «Ленинская правда» и «Серп». На карте 1941 года обозначен как поселение с 40 дворами (тогда в данной местности было несколько хуторов с таким названием).

## Население
Численность населения: 0 человек как в 2002 году, так и в 2010.